# فالوتوکسین
فالوتوکسین‌ها (به انگلیسی: Phallotoxins) حداقل هفت نوع ترکیب سمی هستند که از قارچ آمانیتا فالویدس (کلاهک مرگ)، شناسایی و استخراج شده‌اند.
فالویدین در سال ۱۹۳۷ توسط دانشمندان دانشگاه مونیخ، استخراج و شناسایی شد. شش ترکیب دیگر عبارت‌اند از:
فالوئین، پروفالوئین، فالوئیدین، فالیسین، فالاسیدین و فالیساسین. این ترکیبات، اگر چه برای سلول‌های کبدی بسیار سمی هستند، اما مشخص شده‌است که فالوتوکسین‌ها نقش کمی در سمیت قارچ کلاهک مرگ دارند زیرا از طریق روده جذب نمی‌شوند. وجود فالوئیدین در قارچ‌های خوراکی و همچنین قارچ خجالتی (Amanita rubescens) توسط محققان، تأیید نشده‌است.

## ساختارهای شیمیایی

فالوئیدین
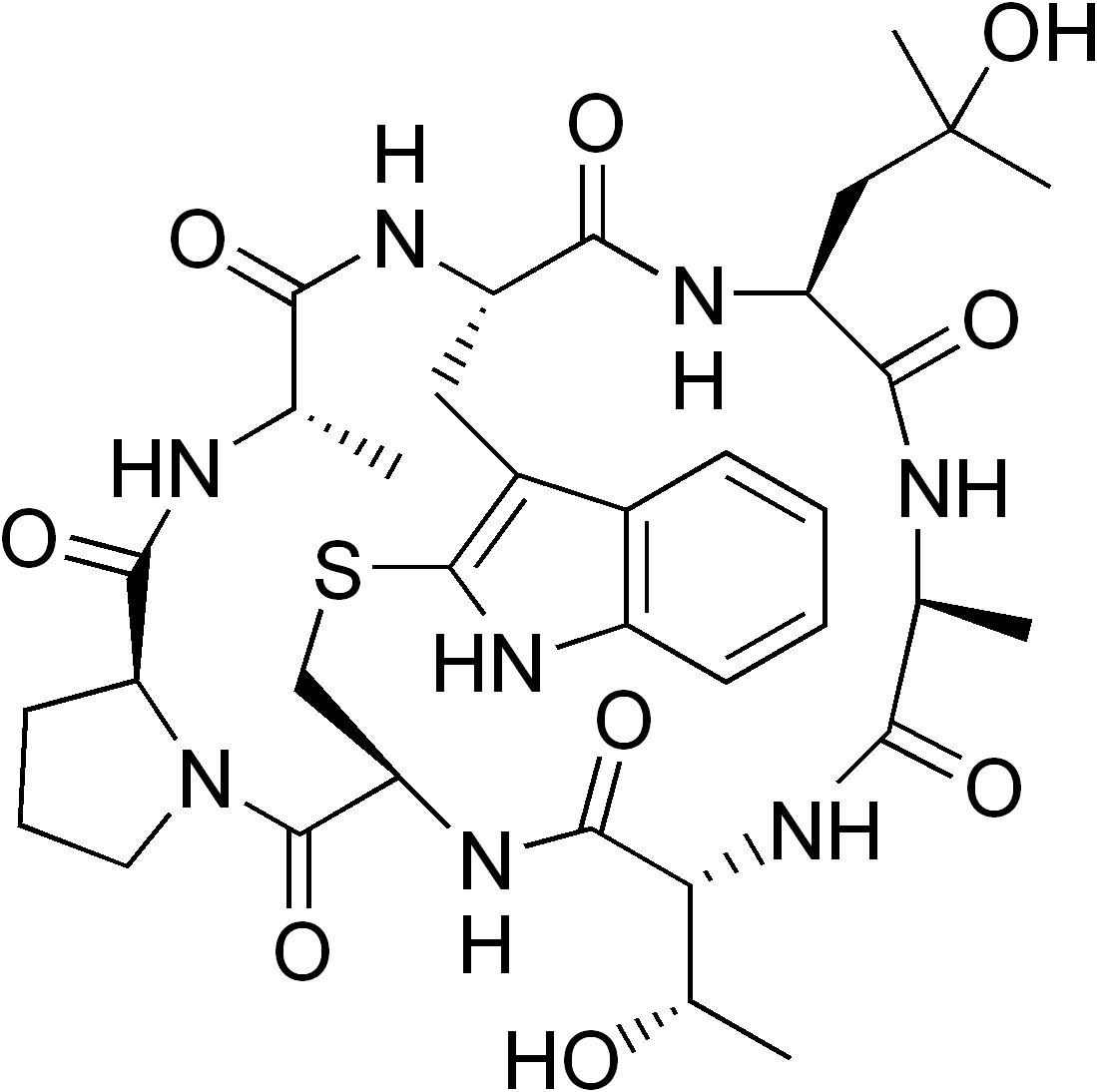
پروفالوئین
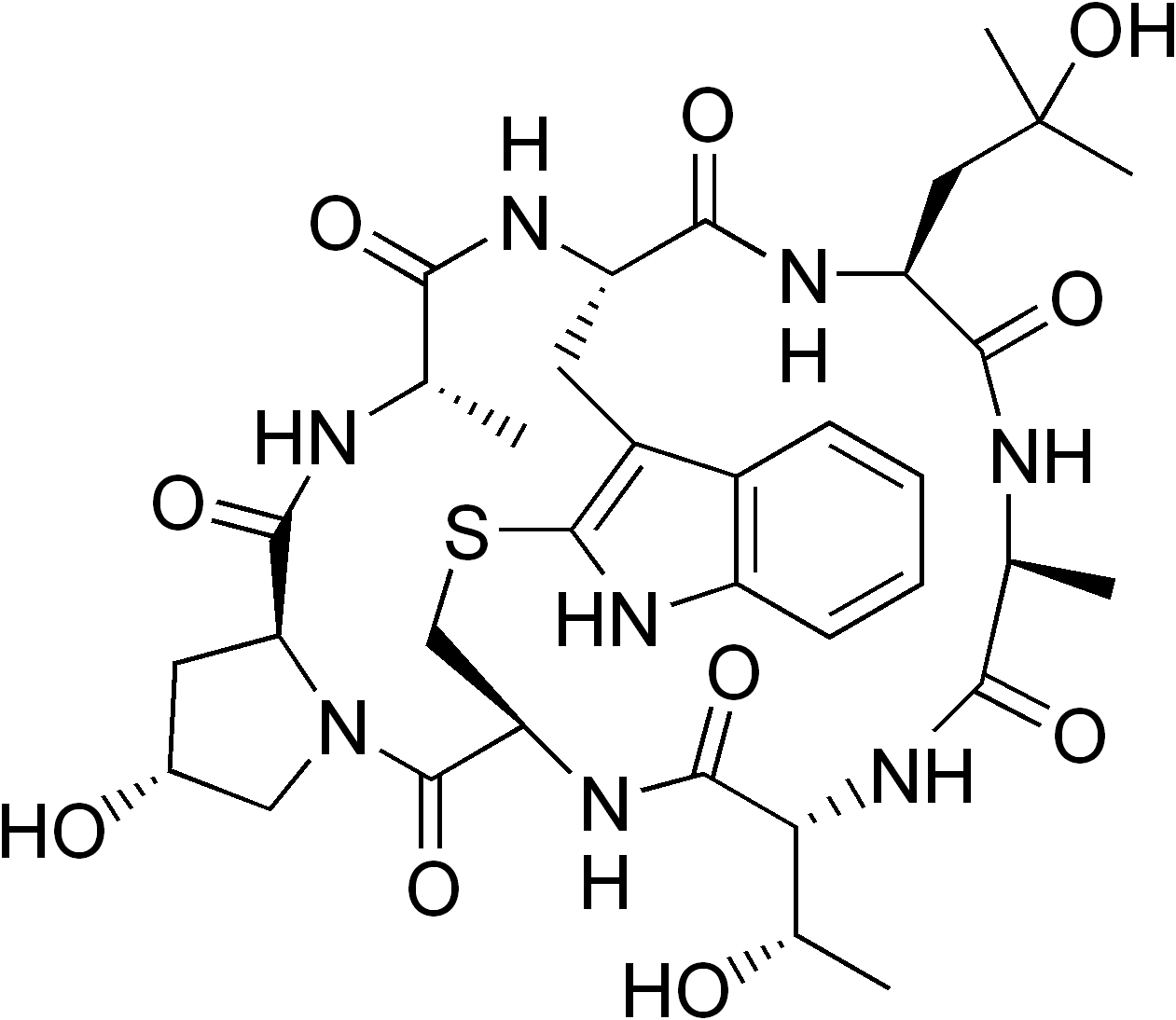
فالوئین
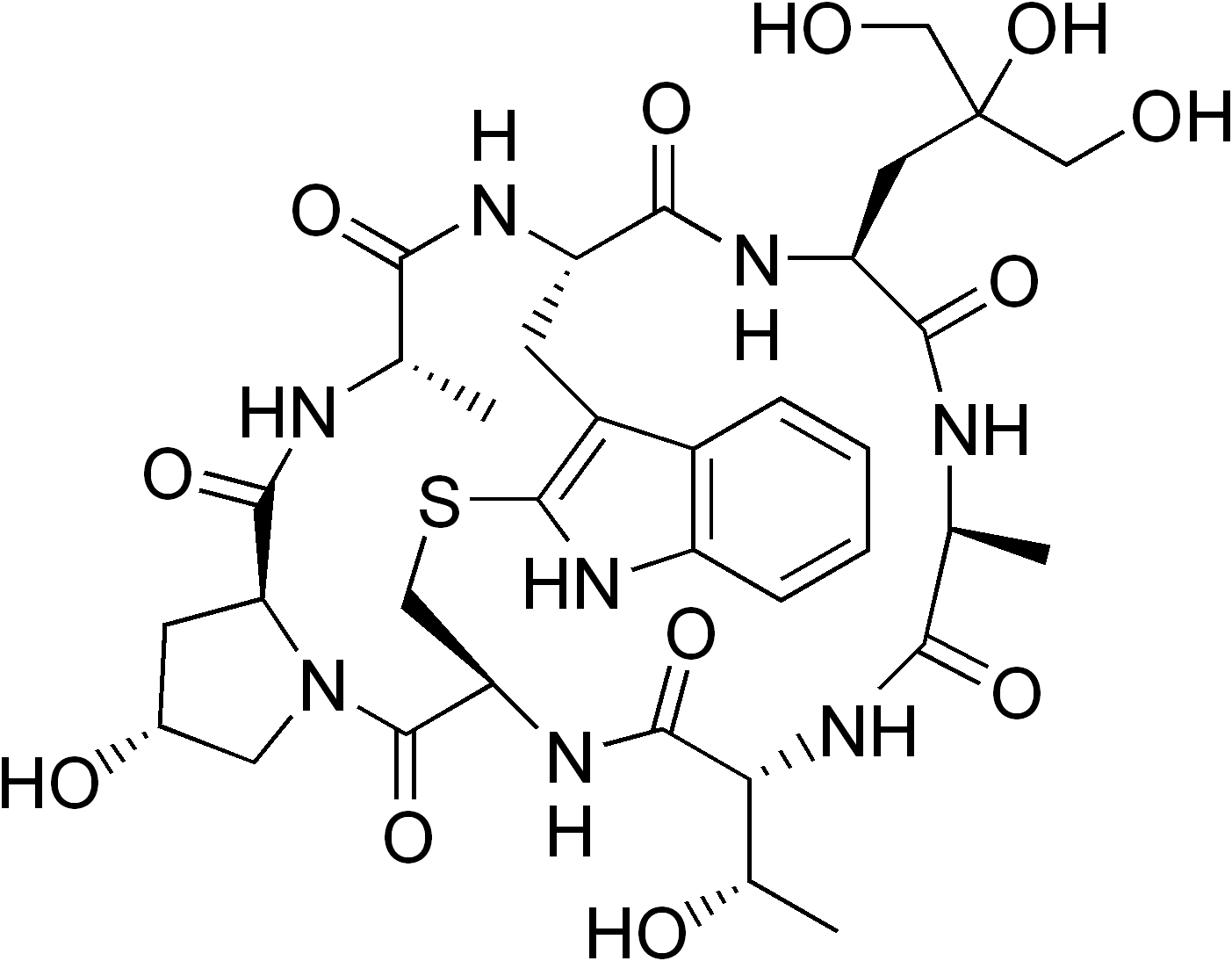
فالیسین
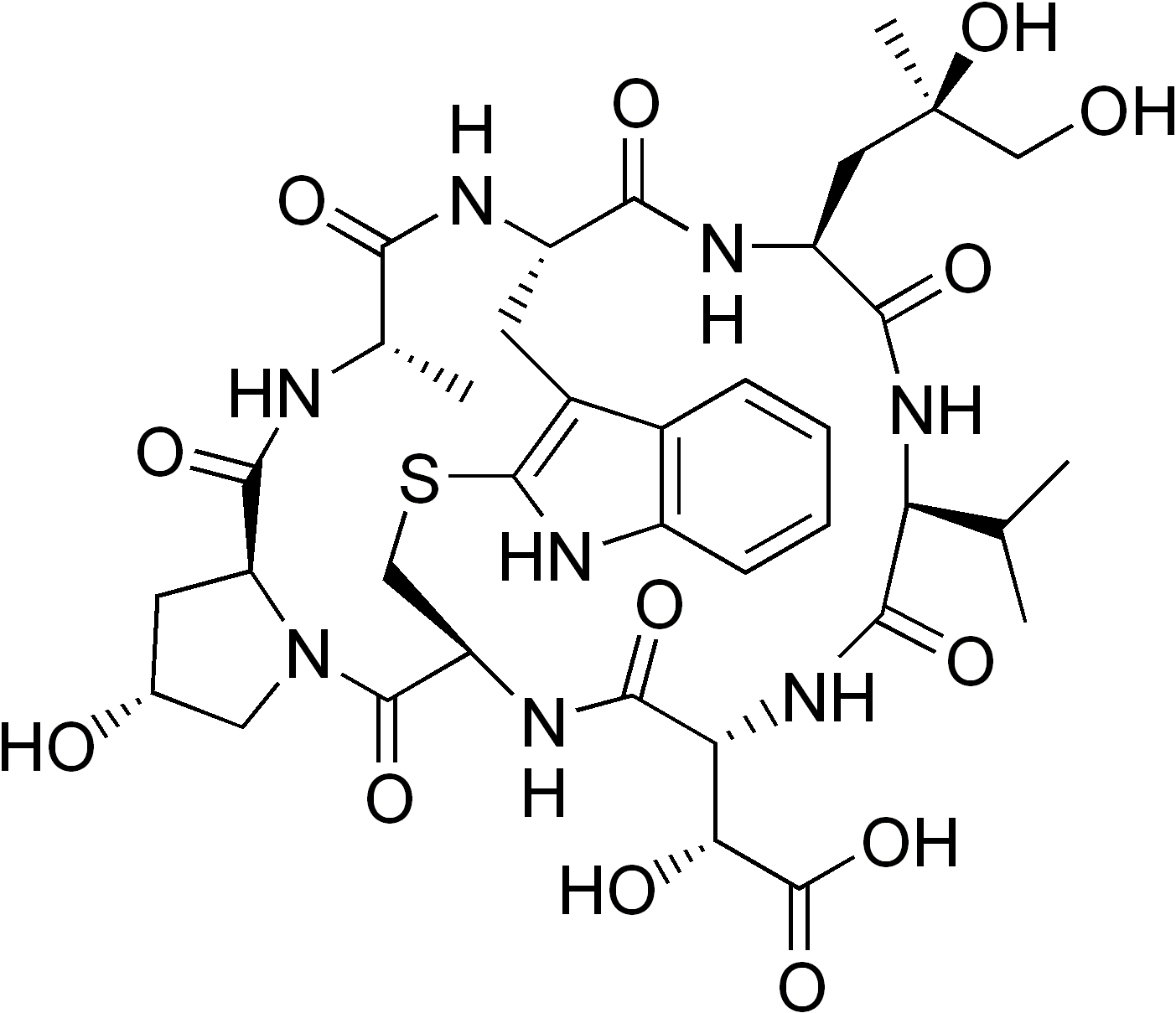
فالاسیدین
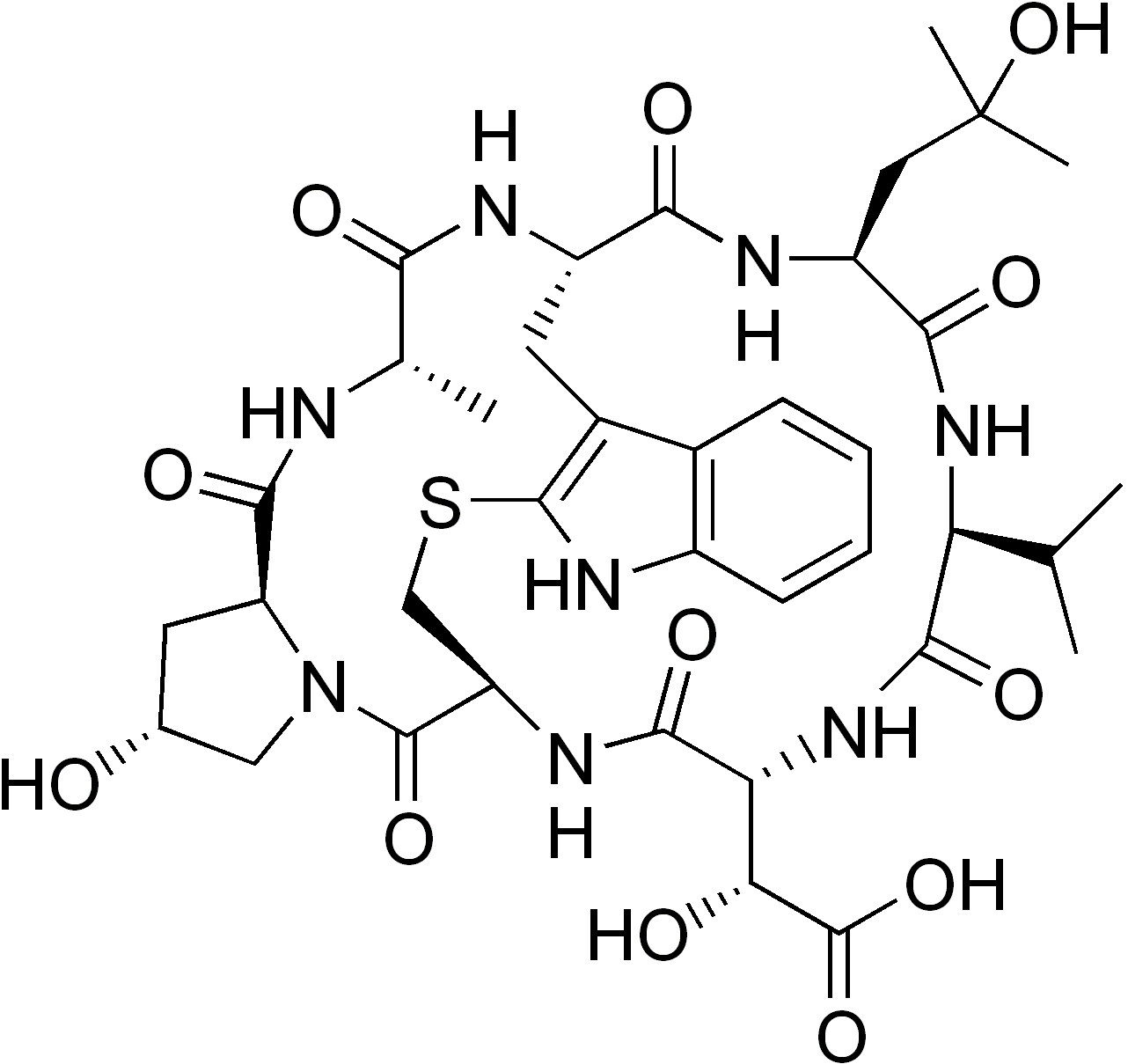
فالاسین
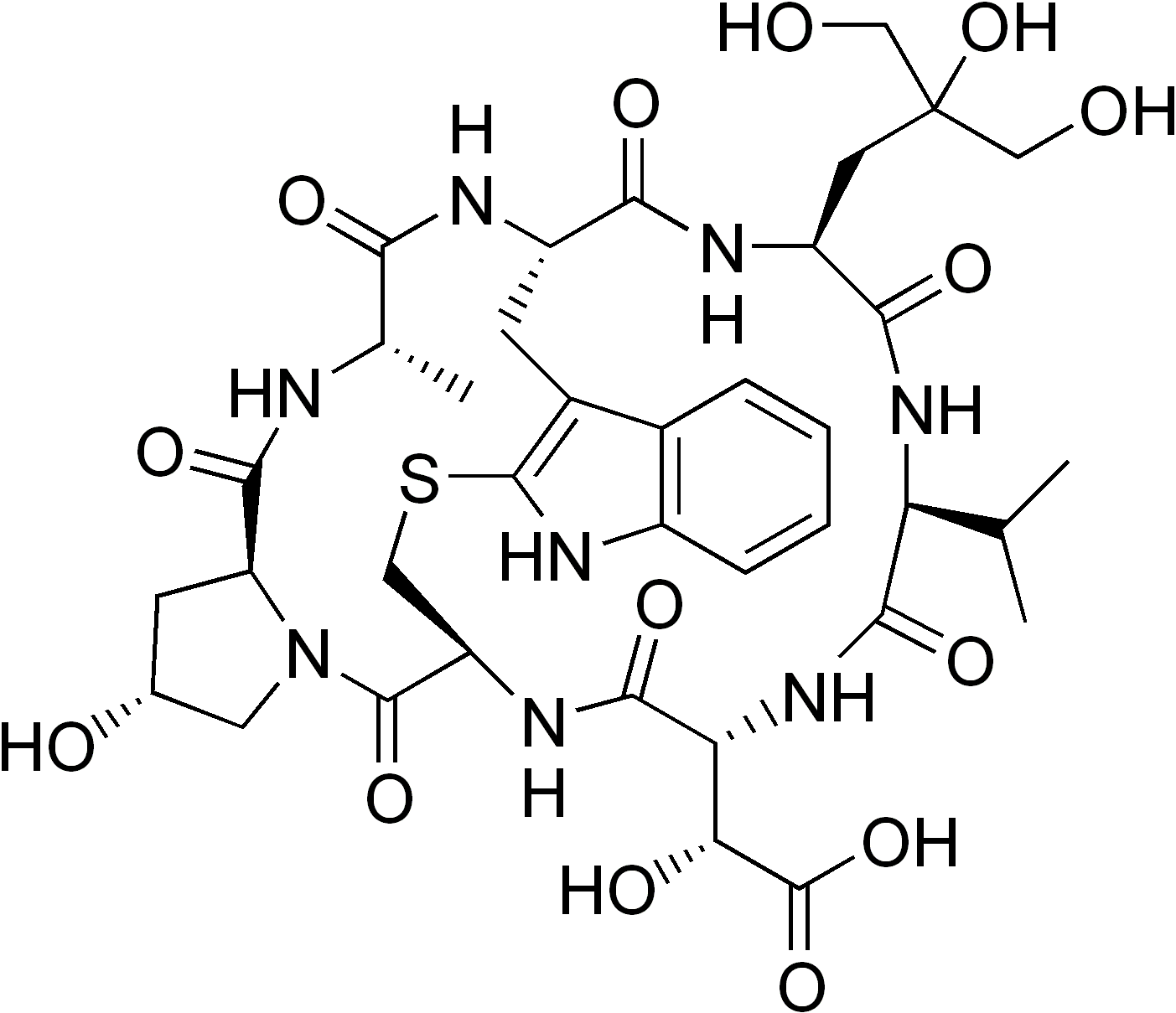
فالیساسین